# Serafim Barzakov
Serafim Barzakov (n. 22 iulie 1975, Kolarovo, Petrici, Blagoevgrad, Bulgaria) este un luptător ce a reprezentat Bulgaria, medaliat olimpic. A participat la 4 ediții ale Jocurilor Olimpice (1996, 2000, 2004, 2008) în care a câștigat o medalie de argint.